# Peter Gommeren
Peter Gommeren (Breda, 9 maart 1992) is een Nederlands voetballer die sinds de zomer van 2011 uitkomt voor NAC Breda. Op 17 maart 2013 maakte hij zijn debuut in het betaald voetbal in de wedstrijd tegen Willem II. Gommeren speelt de meeste wedstrijden voor Jong NAC en hoewel zijn contract nog doorloopt, liep hij in 2013 stage bij de eerstedivisionisten FC Dordrecht en Achilles '29.

## Statistieken
| Seizoen                    | Club      | Land      | Competitie | Wed. | Goals |
| -------------------------- | --------- | --------- | ---------- | ---- | ----- |
| 2012/13                    | NAC Breda | Nederland | Eredivisie | 3    | 0     |
| 2013/14                    | NAC Breda | Nederland | Eredivisie | 0    | 0     |
| Totaal                     | Totaal    | Totaal    | Totaal     | 3    | 0     |
| Bijgewerkt tot 30 mei 2013 |           |           |            |      |       |